# Demodes vittata
Demodes vittata là một loài bọ cánh cứng trong họ Cerambycidae.